# Менди Брајт
Менди Брајт (енгл. Mandy Bright), рођена као Моника Коти (мађ. Mónika Kóti), 12. априла 1978. у Будимпешти у Мађарској, мађарска је порнографска глумица и режисерка. 2004. године добила је Еј-Ви-Енову награду за „Женског страног извођача године” (AVN Award for „Female Foreign Performer of the Year”).
Менди је пре хардкор филмова за одрасле радила као костимограф, а онда почела са 22 године, за филмску кућу Private. Између осталих, радила је и за куће Anabolic, Metro, Red Light District, Wicked Pictures, Evil Angel, и New Sensations. Води и своју веб презентацију.

## Филмографија
-{

### 2006.
| 1. Euro Domination 9 (2006) (V) 2. All Star Strip Poker (2006) (VG) 3. Best of Hardball (2006) (V) 4. Private Black Label 42: Addiction (2006) (V) 5. Angel Perverse (2006) (V) 6. Euro Domination 6 (2006) (V) 7. Obsession (2006) (V) 8. Ass Takers 3 (2006) (V) 9. The Cream Team (2006) (V) (as Mandi Bright) 10. Kick Ass Chicks 30: Hairy Beavers (2006) (V) 11. Kick Ass Chicks 39: Gym Brats (2006) (V) 12. Playgirl: Body Worship (2006) (V) 13. Playgirl: Hot Caress (2006) (V) 14. Pop Shots 7 (2006) (V) 15. Rocco: Animal Trainer 22 (2006) (V) 1. Private X-treme 21: Anal Fuckathon (2005) (V) 2. Squirting 101 6 (2005) (V) 3. Cum Drenched (2005) (V) 4. Mr. Pete Is Unleashed 3 (2005) (V) 5. Apprentass 3 (2005) (V) 6. The Art of Anal 4 (2005) (V) 7. Assassin 3 (2005) (V) 8. Ass Takers 2 (2005) (V) 9. Asstravaganza 1 (2005) (V) 10. Babelicious (2005) (V) 11. The Beauty of the Day (2005) (V) 12. Blow (2005) (V) 13. Bubblecum 3 (2005) (V) 14. Built for Filth (2005) (V) 15. Cum Buckets! 2 (2005) (V) 16. Cum on My Face 5 (2005) (V) 17. Dirrty 4 (2005) (V) 18. Erotica XXX: The Best of the Best Anal & DPs (2005) (V) 19. Exotic Dreams (2005) (V) 20. Gangbang Squad 2 (2005) (V) 21. Honey We Blew Up Your Pussy (2005) (V) 22. Juicy 3 (2005) (V) 23. Look What's Up My Ass 7 (2005) (V) 24. Meet the Fuckers 2 (2005) (V) 25. Mission Possible (2005) (V) 26. Mommy Loves Cock 5 (2005) (V) 27. Nacho Vidal Is Fucking Belladonna (2005) (V) 28. Nasty Sluts Who Love It in Their Ass (2005) (V) 29. Over 30 & Dirty (2005) (V) 30. Phetish Phantasy (2005) (V) 31. Phetish Phantasy 2 (2005) (V) 32. Pole Position 3 (2005) (V 1. Angels of Debauchery 3 (2004) (V) 2. Euro Angels Hardball 24 (2004) (V) 3. Double Penetration (2004) (V) 4. The Private Story of Mia Stone (2004) (V) 5. The Masseuse (2004) (V) 6. Rocco: Animal Trainer 14 (2004) (V) 7. Apprentass (2004) (V) 8. Apprentass 2 (2004) (V) 9. The Art of Anal 3 (2004) (V) 10. Assassin (2004) (V) 11. Ass Cream (2004) (V) 12. The Ass Watcher 2 (2004) (V) 13. Beef Eaters (2004) (V) 14. The Best by Private 59: Cum Suckers (2004) (V) 15. Big Black Beef Stretches Little Pink Meat (2004) (V) 16. Black and White Assfault 2 (2004) (V) 17. Black in the Ass 5 (2004) (V) 18. Born for Porn (2004) (V) 19. Chill (2004) (V) 20. Droppin' Loads 3 (2004) (V) 21. European Mail Order Brides 4 (2004) (V) 22. Fuck Fighter (2004) (V) 23. Girl + Girl No. 7 (2004) (V) 24. Girth, Wind & Fire (2004) (V) 25. Hell's Angels (2004) (V) 26. Hot Letters 2 (2004) (V) 27. Incumming 2 (2004) (V) 28. Intensitivity 2 (2004) (V) 29. Interracial Lust 3 (2004) (V) 30. Legal Skin 14 (2004) (V) 31. Lexie and Monique Love Rocco (2004) (V) 32. Lex Steele XXX 4 (2004) (V) 33. Lipstick and Lingerie 2 (2004) (V) 34. Madam Curtis (2004) (V) 35. Manhammer 2 (2004) (V) 36. Nothing Underneath 2 (2004) (V) 37. Open for Anal (2004) (V) 38. Overload (2004) (V) 39. Please Cum Inside Me 17 (2004) (V) 40. PokerWom (2004) (V) 41. Private Gold 63: Sex Experiment (2004) (V) 42. Rectal Rooter 7 (2004) (V) 43. Riot Sluts (2004) (V) 44. Rock Hard (2004/I) (V) 45. Sex Ambassador (2004) (V) 46. Sex Collections (2004) (V) 47. Sex Connection (2004) (V) 48. Sex, Lies and Internet (2004) (V) 49. Sexy Euro Girls 2 (2004) (V) 50. Sharon Has a Negro Problem 4 (2004) (V) 51. She Squirts 12 (2004) (V) 52. Solo Erotica 4 (2004) (V) 53. Space 2077 (2004) (V) 54. Spunk'd (2004) (V) 55. Super Whores 4 (2004) (V) 56. The Taste of Salt and Honey (2004) (V) 57. Threesomes (2004) (V) 58. Une nuit porno avec Mélanie (2004) (V) 59. Welcome to the Valley (2004) (V) …. NonSex 60. White Sluts, Black Nuts 4 (2004) (V) 61. Wrecked 'em (2004) (V) | 1. Private X-treme 8: Deep Obsessions (2003) (V) 2. Cumstains (2003) (V) 3. Private Gold 60: Private Eye (2003) (V) 4. Service Animals 14 (2003) (V) 5. Private X-treme 7: Body Shock (2003) (V) 6. Fast Times at Deep Crack High 11 (2003) (V) 7. The Private Life of Rita Faltoyano (2003) (V) 8. Rain Coater's Point of View 3 (2003) (V) 9. Straight to the A 4 (2003) (V) 10. Throat Gaggers 4 (2003) (V) 11. Pirate Fetish Machine: No Job No Blow (2003) (V) 12. Breakin' 'Em in 4 (2003) (V) 13. Cum Swapping Sluts 4 (2003) (V) 14. Reality 11: Singularity (2003) (V) 15. A2m 2 (2003) (V) 16. A2M: The Art of Ass-to-Mouth (2003) (V) 17. Anal Driller 2 (2003) (V) 18. Anal Expedition (2003) (V) 19. Anal Trainer 3 (2003) (V) 20. Assficianado 3 (2003) (V) 21. Ass Lickers 3 (2003) (V) 22. Babes in Pornland: Euro Babes (2003) (V) 23. The Best by Private 50: Lesbian Games (2003) (V) 24. Bigg Z and the Beauties 6 (2003) (V) 25. Blowjob Fantasies 17 (2003) (V) 26. Bottom Feeders 7 (2003) (V) 27. Campus Confessions 5 (2003) (V) 28. Cumback Pussy 49 (2003) (V) 29. Cum Dumpsters 3 (2003) (V) 30. Cum Dumpsters 4 (2003) (V) 31. Double Stuffed 1 (2003) (V) 32. Erotica XXX (2003) (V) 33. Euro Angels Hardball 21: Super Hard! (2003) (V) 34. Euroglam 4: An American in Europe Final Chapter (2003) (V) 35. Fem: Tango (2003) (V) 36. Fetish: I Know Your Dreams (2003) (V) 37. Full Anal Access (2003) (V) 38. Grand Theft Anal (2003) (V) 39. Interracial Sex Shooter II (2003) (V) (as Mandy Brite) 40. A Load in Every Hole (2003) (V) 41. One on One 2 (2003) (V) 42. Pirate Fetish Machine: Fetish Academy (2003) (V) 43. Please Cum Inside Me 16 (2003) (V) 44. Pop (2003) (V) 45. Real Female Orgasms 4 (2003) (V) 46. Sodomania 40 (2003) (V) 47. Solo Erotica 2 (2003) (V) 48. Sweatin' It 6 (2003) (V) 49. Two Dicks in One Chick 6 (2003) (V) 50. Wet Pink 1 (2003) (V) 51. Whores Inc. (2003) (V) 1. Private Black Label 27: Private Love Story (2002) (V) 2. Pirate Fetish Machine: Fetish TV (2002) (V) 3. Private Tropical 2: Sunrise (2002) (V) 4. Private Movies: In the Arms of Evil (2002) (V) 5. Private Gold 55: Gladiator 2 – In the City of Lust (2002) (V) …. Syria 6. Private Gold 56: Gladiator 3 – Sexual Conquest (2002) (V) …. Syria 7. Private Reality No. 7: Wild Adventures (2002) (V) 8. Private Tropical 1: Sex Survivors (2002) (V) 9. The Ass Collector (2002) (V) (as Monika) 10. Private Movies: Fever (2002) (V) 11. Pirate Fetish Machine: Sex in a Frame (2002) (V) 12. Private Black Label 24: D.N.A. (2002) (V) 13. Private Reality No. 5: Click Here to Enter (2002) (V) (as Mandy) 14. Pirate Fetish Machine: The Sexterminators (2002) (V) 15. Private Matador 15: Sex Tapes (2002) (V) 16. Beautiful Girls 4 (2002) (V) 17. Assman 21 (2002) (V) 18. The Best by Private 37: Orgies (2002) (V) 19. Euro Angels Hardball 16: Anal Training (2002) (V) …. Mandy Bright 20. Fallo da rigore (2002) (V) 21. Giocattolo di carne (2002) (V) …. Sonia 22. Infamia (2002) (V) 23. Napoli decadente (2002) (V) 24. Private Black Label 23: Guns and Rough Sex (2002) (V) 25. Private Gold 54: Gladiator 1 (2002) (V) …. Syria 26. Sexx the Hard Way 5 (2002) (V) 27. Up Your Ass 21 (2002) (V) 28. Visioni di sesso (2002) (V) 1. Private Black Label 22: Intrigue & Pleasure (2001) (V) 2. 110% Natural (2001) (V) 3. Ereditá, L' (2001) (V) |

}-